# Восточный Тимор на летних юношеских Олимпийских играх 2014
Восточный Тимор на летних юношеских Олимпийских играх 2014, проходивших в китайском Нанкине с 16 по 28 августа, был представлен двумя спортсменами в одном виде спорта.

## Состав и результаты

### Лёгкая атлетика
Восточный Тимор представляли два спортсмена.
Легенда: Q — финал А (медальный), qB — финал B (без медалей), qC — финал С (без медалей), qD — финал D (без медалей), qE — финал E (без медалей).

#### Юноши
| Спортсмен                 | Дисциплина | Предварительный раунд | Предварительный раунд | Финал     | Финал |
| Спортсмен                 | Дисциплина | Результат             | Место                 | Результат | Место |
| ------------------------- | ---------- | --------------------- | --------------------- | --------- | ----- |
| Домингос Савио дос Сантос | 800 метров | 2:03,88               | 19 qC                 | 2:02,58   | 17    |

#### Девушки
| Спортсмен     | Дисциплина  | Предварительный раунд | Предварительный раунд | Финал     | Финал |
| Спортсмен     | Дисциплина  | Результат             | Место                 | Результат | Место |
| ------------- | ----------- | --------------------- | --------------------- | --------- | ----- |
| Нелия Мартинс | 1500 метров | 5:15,04               | 18 qB                 | 5:11,61   | 17    |